# Shepherd Moons
Albums de Enya
Watermark
(1988) The Celts
(1992)
Shepherd Moons est le 3e album de la chanteuse Enya sorti en 1991.
Cet album remporta en 1992 le Grammy pour le « Meilleur album New Age » ; 12,9 millions d'exemplaires vendus.
Il y a au moins deux versions de Shepherd Moons. La première contient une version en gaélique irlandais de la chanson Book of Days. Une version anglaise de cette chanson fut subséquemment utilisée sur la trame sonore du film Far and Away. Toutes les réimpressions d'extraits ou d'albums, incluant les collections de morceaux, depuis la mi-1992 comprennent cette version plutôt que l'originale.

## Liste des titres
1. Shepherd Moons (3 min 45 s)
2. Caribbean Blue (3 min 59 s)
3. How Can I Keep From Singing? (4 min 25 s)
4. Ebudæ (1 min 55 s)
5. Angeles (4 min 01 s)
6. No Holly For Miss Quinn (2 min 43 s)
7. Book Of Days (2 min 33 s)
8. Evacuee (3 min 50 s)
9. Lothlórien (2 min 07 s)
10. Marble Halls (3 min 54 s)
11. Afer Ventus (4 min 06 s)
12. Smaointe... (6 min 07 s)

## Personnel
Les crédits sont adaptés des notes de couverture du CD de 1991.[réf. nécessaire]
Les musiciens
- Enya – chant, claviers, synthétiseurs, percussions, arrangements
- Roy Jewitt – clarinette sur Angeles
- Liam O'Flionn – Uilleann pipes sur Smaointe...
- Steve Sidwell – cornet sur Evacuee
- Nicky Ryan – percussions sur Ebudæ
- Andy Duncan – percussions sur Book of Days